# Кавабэ, Тиэко
Тиэко Кавабэ (яп. 河辺千恵子 Chieko Kawabe, Кавабэ Тиэко) (родилась 24 февраля 1987 года) — независимая японская певица в жанре J-Pop, модель, радиоведущая и актриса, набирающая популярность в Японии. Её песня «Be Your Girl» стала финальной песни (эндинга, англ. ending) в аниме «Эльфийская песнь», как и другая «Hoshi ni Negai Wo» (эндинг аниме «Otogizoshi»)

## Биография
Тиэко Кавабэ родилась 24 февраля 1987 года в Токио. Отец — японец, мать — филиппинка.
В двенадцать лет сыграла роль Сейлор Меркурий в пяти мюзиклах «Sailor Moon». Появилась в качестве музыкального гостя на Fan Kansha, исполнив песню «Drive Me the Mercury» с будущей актрисой Меркурия — Вакаяма Манами. После чего появилась вновь в мире Сейлор Мун как лучшая подруга Усаги Цукино, Нару Осака в сериях 2003—2004 годов.
Двумя годами позже 27 апреля 2004 года она выпустила собственный сингл «Be Your Girl», одноимённая песня из которого была использована в качестве финальной песни (эндинга, англ. ending) в аниме «Эльфийская песнь», а другая песня «Hoshi ni Negai Wo» стала эндингом аниме «Otogizoshi». Вышедший 24 ноября 2004 года следующий сингл «Shining» также был принят достаточно тепло, что позволило Кавабэ взойти на поп-сцену Японии. 25 января 2005 года был выпущен сингл «Kizunairo», в составе которого были песни «Kizunairo», «I Can’t Wait» и «Hidamari». Песня сингла I Can’t Wait, стала темой японского варианта шоу Лиззи Макгуайр.
15 марта 2005 года вышел первый и единственный на данный момент полноценный альбом Тиэ — «Brilliance», в составе которого 11 песен, в том числе и песни из синглов. Но тем не менее, этот альбом был очень популярен и доказал талант и музыкальное мастерство Кавабэ. За ним последовал очередной сингл «Baby Candy» (21 июля 2005 года).
В апреле 2006 года, Кавабэ выпускает ещё один сингл — «Sakura Kiss», главная песня («Sakura Kiss») которого становится опенингом к аниме «Ouran High School Host Club». Этот сингл тоже был достаточно успешным и добрался до 71 места на Oricon 200 и продержался в нём 6 недель.
После этого Тиэ вернулась в модельный бизнес и стала радиоведущей на популярной радиостанции в Харадзюку.
8 августа 2008 года Тиэ вышла замуж за телепродюсера Масато Оти (р.1965 г.), об этом она писала в своем блоге.
21 мая 2010 году родила дочь. 21 ноября 2015 году стало известно, что Тиэко Кавабэ разошлась с Масато Оти.